# Lurs landskommun
Lurs landskommun var en tidigare kommun i  Göteborgs och Bohus län.

## Administrativ historik
Kommunen bildades 1863 av Lurs socken genom 1862 års kommunalförordningar.
Vid kommunreformen 1952 bildade Lurs landskommun tillsammans med Tanums landskommun och Grebbestads köping den nya storkommunen Tanum.
1971 blev området en del av den då nybildade kommunen Tanum.

## Politik

### Mandatfördelning i valen 1938-1946
| 5 | 2 | 6 | 7 |

| 20 |

| 6 | 6 | 8 |

| 20 |

| 5 | 8 | 7 |

| 19 |